# ناحیه عین کرشه
ناحیه عین کرشه (به عربی: دائرة عین کرشة) یک ناحیه در الجزایر است که در استان ام‌البواقی واقع شده‌است.